# جيمس يونغ (لاعب كريكت)
جيمس يونغ (بالإنجليزية: James Young)‏ (28 يونيو 1913 في جنوب أفريقيا - 7 مارس 1994) هو لاعب كريكت جنوب أفريقي. لعب مع Eastern Province (cricket team) ‏.

## وصلات خارجية
- جيمس يونغ على موقع إي آس بي آن كريك إنفو (الإنجليزية)